# Mario Ojeda
Jorje Mario Ojeda Delpino (* 13. Juni 1934 in Corral) ist ein ehemaliger chilenischer Fußballspieler. Der Torwart absolvierte ein Länderspiel für die Nationalmannschaft Chiles.

## Karriere

### Verein
Mario Ojeda spielte seine gesamte Profikarriere, die von 1952 bis 1965 andauerte, für den Hauptstadtverein CD Magallanes. Zuvor war der Torwart in der Jugend von Juventud Católica im Stadtviertel Recoleta aktiv gewesen.

### Nationalmannschaft
Mario Ojeda absolvierte für die Nationalmannschaft ein Länderspiel bei der Copa O’Higgins im September 1957. Beim 1:0-Erfolg über Brasilien wurde er bereits nach sieben Spielminuten für René Quitral eingewechselt.